# キュビエ島燈台
キュビエ島燈台（英語: Cuvier Island Lighthouse）とは、ニュージーランド・北島北東沖にあるキュビエ島に設置されている灯台。

## 概要
キュビエ島灯台は、南緯36度26分23秒、東経175度47分10秒に位置している。標高119 m地点に高さ15 mの鋳鉄製の塔を作って、1889年に運用が開始された。その後、1982年に完全に自動化され、この時に灯台守も島から退去した。2015年現在、15秒おきに白色光を出す100 Wの電燈が光源として用いられており、約35 km先まで光が届くようになっている。なお、この100 Wの電燈の電源は、太陽電池で充電されるバッテリーである。この光で、付近を航行する船舶の安全に寄与している。

## 灯台守とキュビエ島灯台
1899年に運用が開始されてから、灯台守が常駐して灯台の光をともし、保守管理も行ってきた。灯台守達は3ヶ月に1回やってくるボートから必要な物資の補給を受けて、その物資を標高119 mの灯台まで運び上げ、任務に当たってきた。灯台守は、特にキュビエ島が濃霧に包まれた時に、酷く孤独を感じたと伝えられている。しかし、1982年にキュビエ島灯台が完全に自動化されたことによって、灯台守はいなくなった。

## 主な参考文献
- Cuvier Island Lighthouse